# Mostar (stacja kolejowa)
Mostar – stacja kolejowa w Mostarze, w kantonie Kanton hercegowińsko-neretwiańskim, w Bośni i Hercegowinie. Znajduje się na linii Sarajewo – Ploče. 
Jest zarządzana i obsługiwana przez Željeznice Federacije Bosne i Hercegovine.

## Linie kolejowe
- Sarajewo – Ploče